# العلاقات الدنماركية الإندونيسية
العلاقات الدنماركية الإندونيسية هي العلاقات الثنائية التي تجمع بين الدنمارك وإندونيسيا.

## مقارنة بين البلدين
هذه مقارنة عامة ومرجعية للدولتين:
| وجه المقارنة                                              | الدنمارك                                                     | إندونيسيا         |
| --------------------------------------------------------- | ------------------------------------------------------------ | ----------------- |
| المساحة (كم2)                                             | 42.92 ألف                                                    | 1.90 مليون        |
| عدد السكان (نسمة)                                         | 5.79 مليون                                                   | 263.99 مليون      |
| الكثافة السكانية (ن./كم²)                                 | 134.9                                                        | 138.94            |
| العاصمة                                                   | كوبنهاغن                                                     | جاكرتا            |
| اللغة الرسمية                                             | اللغة الدنماركية                                             | اللغة الإندونيسية |
| العملة                                                    | كرونة دنماركية                                               | روبية إندونيسية   |
| الناتج المحلي الإجمالي (بليون دولار)                      | 324.87 مليار                                                 | 1.02 تريليون      |
| الناتج المحلي الإجمالي (تعادل القوة الشرائية) بليون دولار | 278.61 مليار                                                 | 2.85 تريليون      |
| الناتج المحلي الإجمالي الاسمي للفرد دولار أمريكي          | 51.99 ألف                                                    | 3.35 ألف          |
| الناتج المحلي الإجمالي للفرد دولار أمريكي                 | 45.54 ألف                                                    | 10.52 ألف         |
| مؤشر التنمية البشرية                                      | 0.900                                                        | 0.684             |
| رمز المكالمات الدولي                                      | +45                                                          | +62               |
| رمز الإنترنت                                              | .dk                                                          | .id               |
| المنطقة الزمنية                                           | توقيت وسط أوروبا، ت ع م+02:00، ت ع م+01:00، أوروبا/كوبنهاجن ‏ |                   |

## منظمات دولية مشتركة
يشترك البلدان في عضوية مجموعة من المنظمات الدولية، منها:
| علم المنظمة | اسم المنظمة                               | تاريخ انضمام الدنمارك | تاريخ انضمام إندونيسيا |
| ----------- | ----------------------------------------- | --------------------- | ---------------------- |
|             | بنك التنمية الآسيوي                       | 1966                  | 1966                   |
|             | مؤسسة التنمية الدولية                     | 30 نوفمبر 1960        | 20 أغسطس 1968          |
|             | يونسكو                                    | 4 نوفمبر 1946         | 27 مايو 1950           |
|             | وكالة ضمان الاستثمار متعدد الأطراف        | 12 أبريل 1988         | 12 أبريل 1988          |
|             | الأمم المتحدة                             | 24 أكتوبر 1945        | 28 سبتمبر 1950         |
|             | الفريق المعني برصد الأرض                  | ?                     | ?                      |
|             | الاتحاد البريدي العالمي                   | ?                     | ?                      |
|             | البنك الدولي للإنشاء والتعمير             | 30 نوفمبر 1960        | 13 أبريل 1967          |
|             | الاتحاد الدولي للاتصالات                  | 1866                  | 1949                   |
|             | منظمة حظر الأسلحة الكيميائية              | ?                     | ?                      |
|             | مؤسسة التمويل الدولية                     | 20 يوليو 1956         | 23 أبريل 1968          |
|             | المركز الدولي لتسوية المنازعات الاستشارية | 24 مايو 1968          | 28 أكتوبر 1968         |
|             | منظمة التجارة العالمية                    | 1995                  | ?                      |
|             | منظمة الشرطة الجنائية الدولية             | ?                     | 5 أكتوبر 1954          |

## وصلات خارجية
- موقع وزارة الخارجية الدنماركية
- موقع وزارة الخارجية الإندونيسية